# Tabergsgruvan

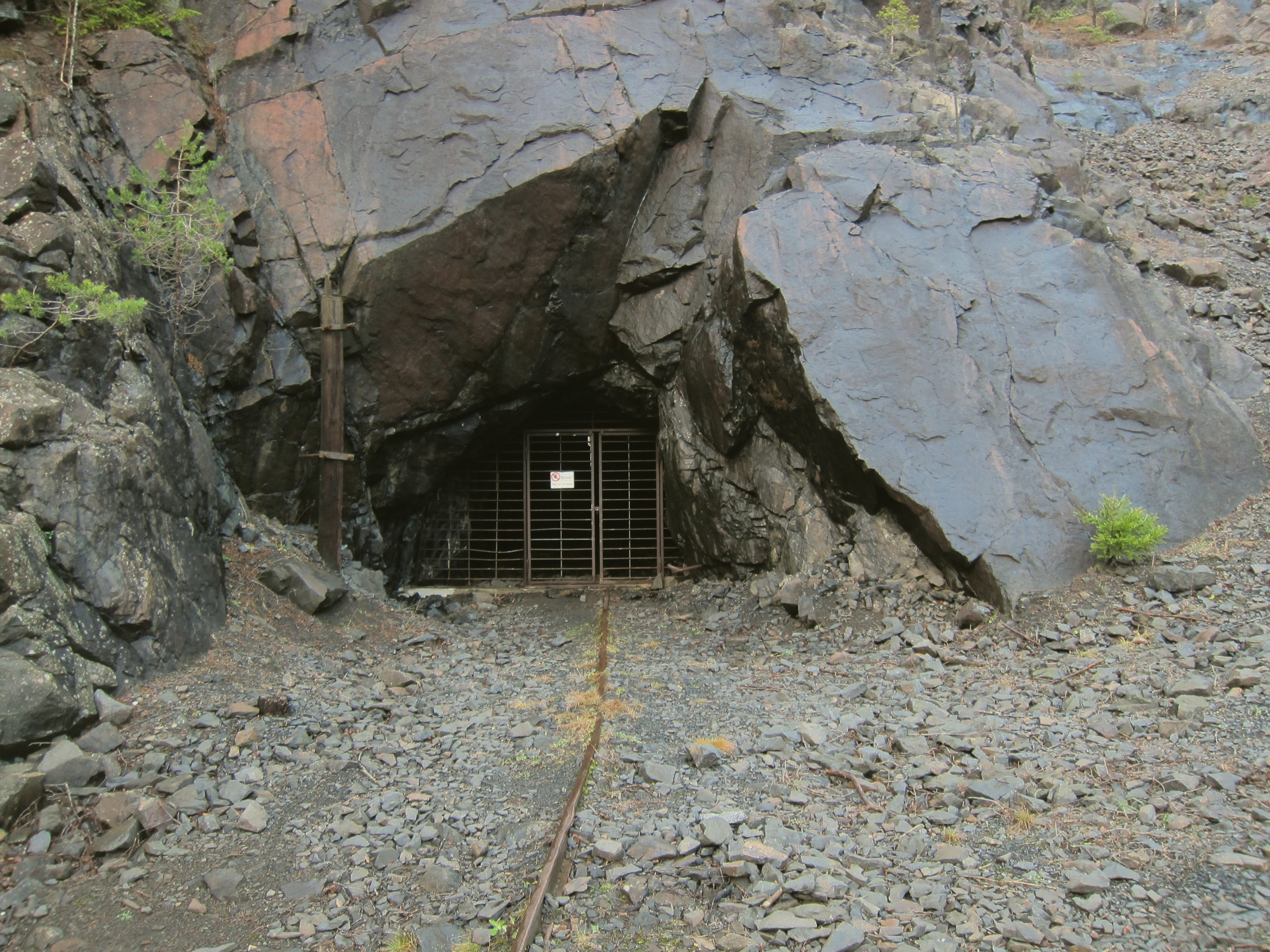
En av flera ingångar till gruvan.

Tabergsgruvan är en gruvfyndighet i Taberg i norra Småland, där berget delvis består av titanomagnetitolivinit – en bergart som bara finns i Taberg och i Rhode Island i USA.
Gruvverksamheten påbörjades på 1400-talet. Sporadisk brytning förekom under hela medeltiden. Karl IX anlade ett järnbruk med masugnar där för kronans räkning, och även enskilda bedrev bruksrörelse vid Taberg med åtminstone en hammarsmedja. 1618 och 1621 erhöll Taberg privilegier som bergslag, vilket satte fart på brytningen av den unika järnmalmen. 
Gustav II Adolf intresserade sig – i likhet med sin far Karl IX – mycket för Taberg, där han ansåg att det var "en synnerlig Guds gåva med järnmalm, så att man kunde bryta den med ringa omak". Både Karl och Gustav Adolf beviljade privilegier åt dem som ville göra nya anläggningar där. Kungarna var också angelägna om att förse brukets arbetare med livsmedel. Och eftersom "i denna landsändan funnos få, som hade lust till bergsbruk och förstodo sig därpå", lät Gustav II Adolf i Östergötlands, Närkes och Värmlands bergslag kungöra att erfarna bergsmän kunde räkna med goda förmåner – både fri jord och flera års skattefrihet – om de ville flytta till Taberg och bryta malm där. Snart överlät kungen kronobruket vid Taberg på ett bolag bestående av fyra borgare i Jönköping. År 1630 var åtminstone en masugn och tre hammarsmedjor i gång vid Taberg.
Tabergsjärnet blev snart känt för sin höga kvalitet. "C'est fer de Takaberg!" (Det är järn från Taberg!) utropade pistolsmederna i Paris när de var extra nöjda med ett arbete. Under mitten av 1700-talet fanns 12 masugnar runt Taberg. Produktionstoppen nåddes i mitten av 1800-talet, men på 1890-talet stängdes gruvan.
Under andra världskriget återupptogs brytningen av AB Smålands Taberg då Tyskland var i stort behov av järn. Under 15 år bröts mer malm än under de föregående 300 åren.
Planer på att bryta vanadin har förekommit, men 1986 köpte Naturskyddsföreningen, efter insamling, Taberg och kunde därmed förhindra fler gruvprojekt.

## Galleri

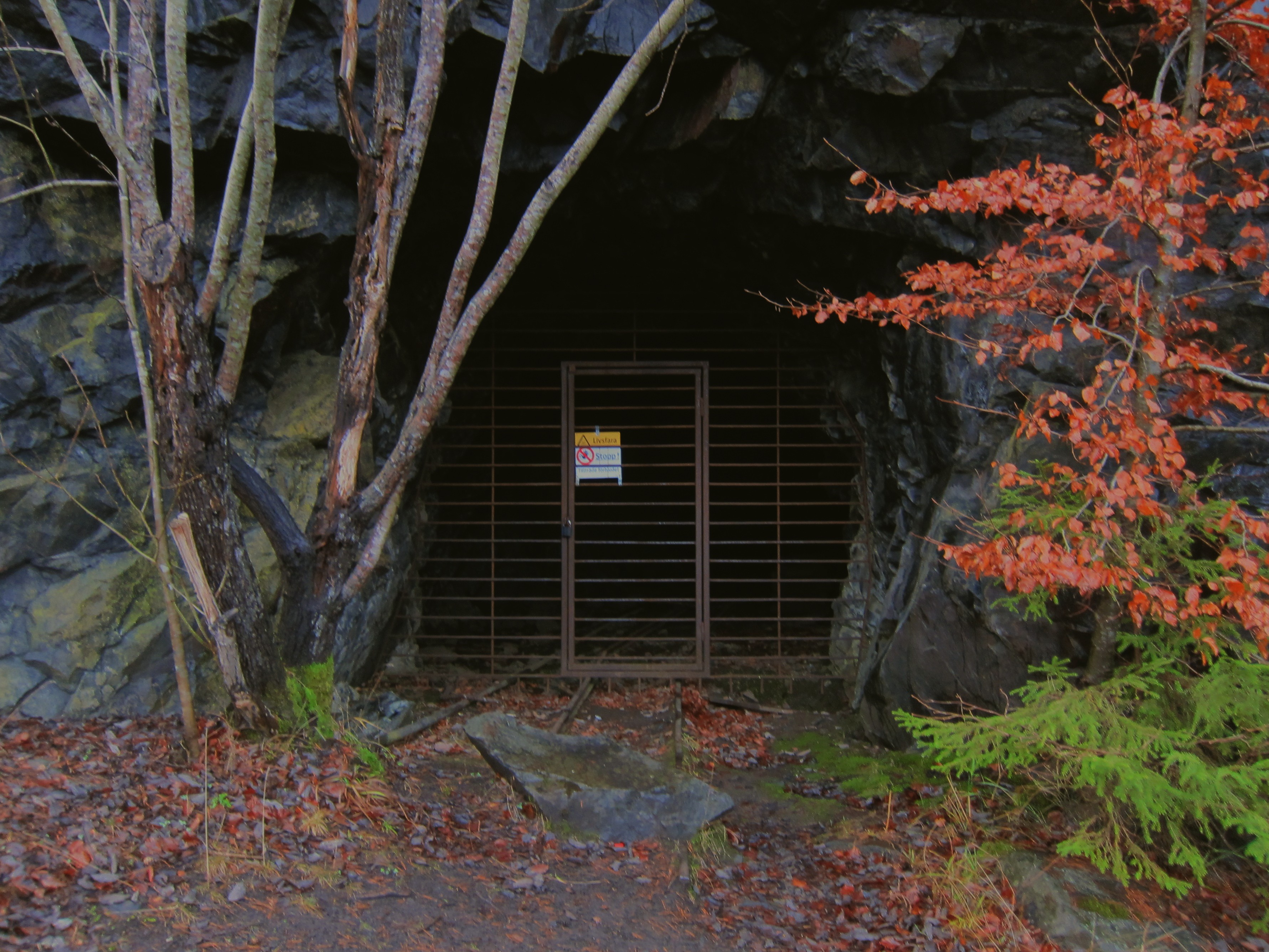
En ingång till gruvan.
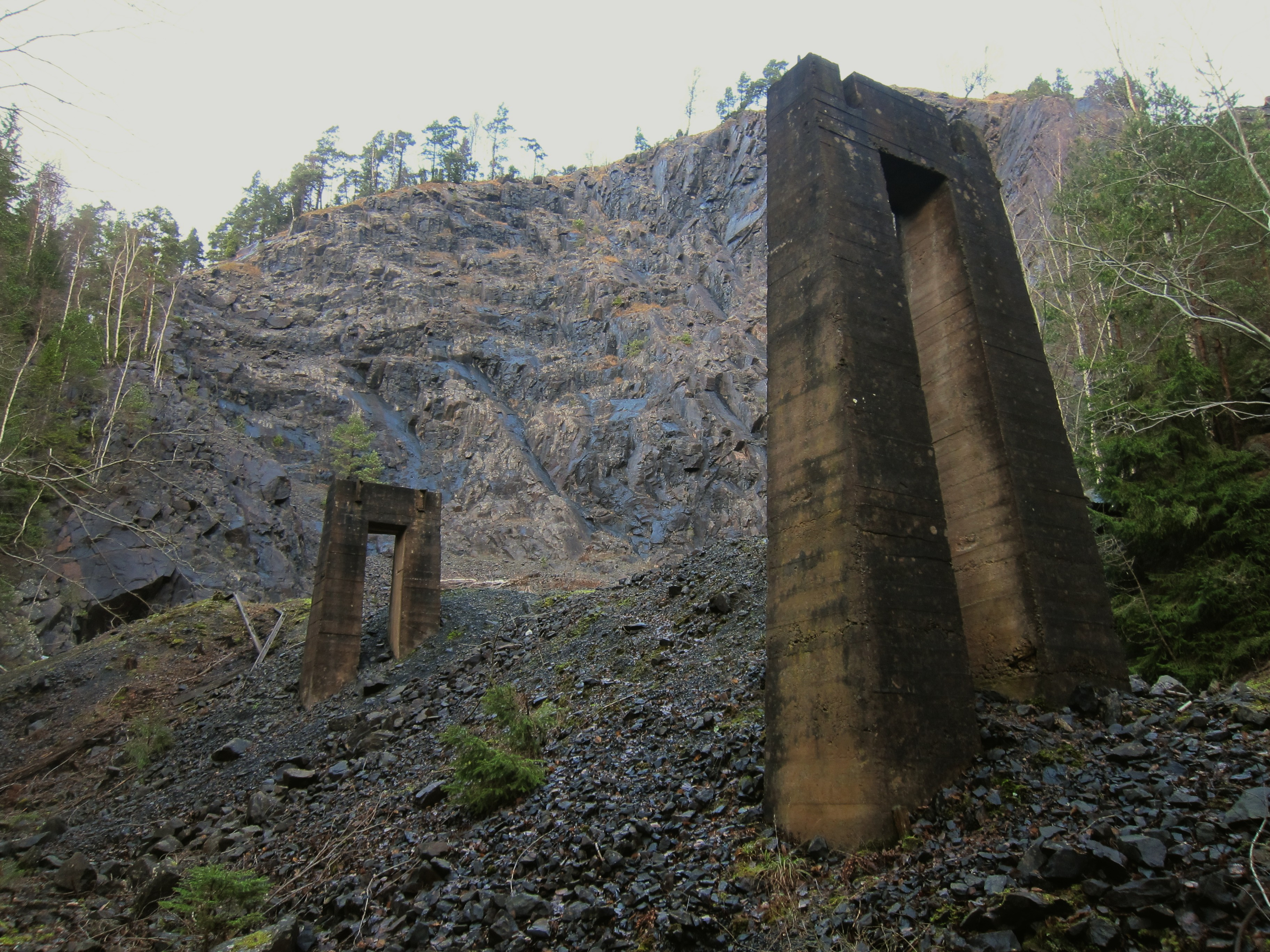
Fundament till den gamla järnvägen som gick ut ur gruvan.
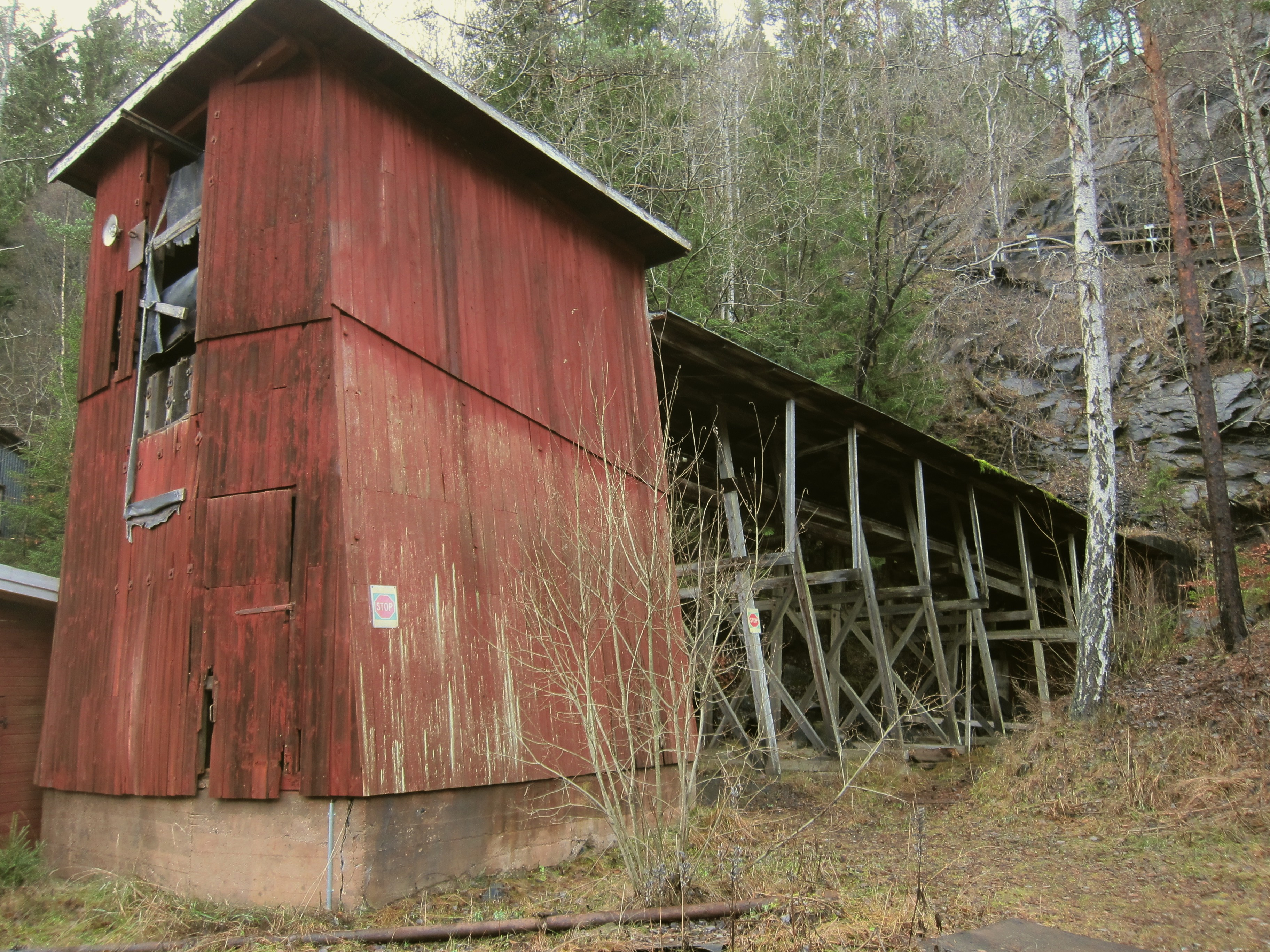
Gruvbyggnad.